# بيلي ديك
بيلي ديك (بالإنجليزية: Billy Dick)‏ هو لاعب كرة قدم أسترالية أسترالي، ولد في 16 يوليو 1889 في Stawell, Victoria ‏ في أستراليا، وتوفي في 18 نوفمبر 1962 في Cheltenham, Victoria ‏ في أستراليا.

## وصلات خارجية
- بيلي ديك على موقع AustralianFootball.com (الإنجليزية)
- بيلي ديك على موقع AFLtables.com (الإنجليزية)